# Kommunistesch Partei Lëtzebuerg
Die Kommunistesch Partei Lëtzebuerg (deutsch Kommunistische Partei Luxemburgs, französisch Parti communiste luxembourgeois), kurz KPL, ist eine kommunistische Partei in Luxemburg.

## Strukturen

Logo der JCL

Die Jugendorganisation der KPL nennt sich Déi Jonk Kommunisten (französisch Jeunesse Communiste Luxembourgeoise, deutsch Kommunistische Jugend Luxemburg) und kürzt sich entsprechend ihrem französischen Namen JCL ab. Sie war Mitglied des Weltbundes der Demokratischen Jugend.

## Geschichte

### 1921–1945: Gründung und Anfänge

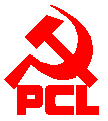
Französischsprachiges Logo

Die Kommunistische Partei Luxemburgs gründete sich am 2. Januar 1921 als Abspaltung der Luxemburger Sozialistischen Arbeiterpartei in Niederkorn. Im selben Jahr wurde das unregelmäßig erscheinende Zentralorgan Der Kampf in Auftrag gegeben. Bei den folgenden Parlamentswahlen am 28. Mai 1922 verpasste die KPL den Einzug in das luxemburgische Parlament. Im Jahr 1930 erschien erstmals das neue Presseorgan Arbeiterstimme. Zwölf Jahre nach ihrem ersten Wahlantritt gelang der KPL bei den Parlamentswahlen im Juni 1934 mit Zénon Bernard erstmals der Einzug in die Chambre des Députés. Bereits im November 1934 wurde er mit der Begründung, ein Gegner der Verfassung könne den Eid auf die Verfassung nicht leisten, durch Mehrheitsbeschluss aus der Abgeordnetenkammer ausgeschlossen. Von Sommer 1935 bis zum Einmarsch der Armeen Hitlerdeutschlands am 10. Mai 1940 löste die in unregelmäßiger Folge erscheinende Wochenzeitung Volksstimme die Arbeiterstimme als Zentralorgan ab. Im Juni 1940 wurde die KPL verboten. Sie setzte im Untergrund ihren Widerstandskampf fort und rief zum Wiederaufbau der Gewerkschaften auf. Ab Februar 1941 verbreitete sie die Untergrundzeitung Die Wahrheit. Im August 1942 lichteten zahlreiche Verhaftungen die Reihen der KPL. Nach der Befreiung wurde am 28. September 1944 erstmals wieder das wöchentlich erscheinende Zentralorgan Volksstimme herausgegeben.

### 1945–2000: Höhen und Tiefen
Bei den ersten Parlamentswahlen am 21. Oktober 1945 nach dem Zweiten Weltkrieg zog die Partei mit fünf Abgeordneten in die Kammer ein. Von 1945 bis 1947 war sie auch Teil der Allparteienregierung aus CSV, LSAP, DP und KPL. Im folgenden Jahr erschien am 1. Juli 1946 erstmals das neue Presseorgan Zeitung vum Lëtzebuerger Vollek, das als Tageszeitung die vor zwei Jahren wieder zugelassene Wochenzeitung Volksstimme ersetzte. In den nächsten Jahren konnte sich die KPL im Parlament etablieren. Ihr bestes Wahlergebnis gelang ihr bei den Parlamentswahlen am 15. Dezember 1968 mit 15,6 % der gültigen Stimmen und dem Einzug sechs Abgeordneter. In den nächsten Jahren musste die KPL allerdings stets Stimmenverluste hinnehmen, ehe sie bei den Parlamentswahlen am 12. Juni 1994 mit einem Wahlergebnis von 1,6 % aus der Chamber ausschied. Im Jahr 1999 beteiligte sich die KPL an der Gründung der neuen Partei Die Linke, welche ein Sammelbecken für enttäuschte Sozialdemokraten, Sozialisten und Kommunisten war. Bei den darauf folgenden Parlamentswahlen am 13. Juni 1999 gelang der Linken mit 3,3 % und einem Abgeordneten der Einzug ins luxemburgische Parlament. Nachdem die Linke am 30. April 2000 bei den Neuwahlen des Gemeinderats der Stadt Esch-sur-Alzette mit 12,8 % ihr bestes Wahlergebnis erzielte und mit André Hoffmann den stellvertretenden Bürgermeister stellte, legte dieser sein Mandat nieder. Für ihn rückte das KPL-Mitglied Aloyse Bisdorff nach.

### Ab 2000: Aktuelle Situation
Nach anhaltenden Spannungen innerhalb der Linken zerbrach das Linksbündnis, so dass die KPL bei den Parlamentswahlen am 13. Juni 2004 parallel zur Linken mit eigenen Listen antrat. Die KPL erzielte mit 0,9 % ihr schlechtestes Wahlergebnis überhaupt. Anschließend spaltete sich ein Teil von der Partei ab, als von der KPL-Führung drei Mitglieder für das Scheitern verantwortlich gemacht wurden. Die betroffenen Mitglieder gründeten als Reaktion die Splitterpartei Rotfüchschen (lux. Roude Fiisschen, fr. Petits renards rouges). Bei den Gemeindewahlen 2005 traten die Linke und die KPL erneut gegeneinander an, mit dem Ergebnis, dass die Linke in vier von fünf Gemeinderäten ausschied und die KPL kein Mandat erringen konnte. In einem offenen Brief bot die Linke im Dezember 2007 der KPL eine gemeinsame Kandidatur für die Parlamentswahlen 2009 an. Die KPL lehnte dies ihrerseits jedoch ab und trat mit eigenen offenen Listen zur Wahl an. Die KPL konnte sich leicht verbessern auf 1,5 %. Es reichte jedoch nicht für einen Sitz im Parlament. Auch bei den vorgezogenen Parlamentswahlen 2013 konnte die KPL mit 1,6 % kein Mandat im Parlament erlangen.
Bei den Kommunalwahlen 2011 errang die Partei im Süden des Landes wieder einige Gemeinderatsmandate (Differdingen, Esch an der Alzette, Rümelingen). Bei den Kommunalwahlen 2017 konnte man den Sitz in Esch an der Alzette nicht verteidigen. Nach den Gemeindewahlen und nach ausgiebigen Verhandlungen trat die KPL mit der sozialdemokratischen LSAP in Rümelingen in eine Schöffenratsregierung (ähnlich dem bundesdeutschen Gemeinderat) und löste damit eine CSV-Regierung ab.